# Bầu cử Chủ tịch nước Lào 2011
Bầu cử Chủ tịch nước gián tiếp được tổ chức tại Lào vào ngày 15 tháng 6 năm 2011, sau lễ khai mạc của Quốc hội khóa VII mới được bầu. Chủ tịch nước đương nhiệm Choummaly Sayasone đã tái đắc cử, đúng như dự đoán rộng rãi.